# Stazione di Cristoforo Colombo
Stazione di Cristoforo Colombo vasútállomás Olaszországban, Rómában.

## Vasútvonalak
Az állomást az alábbi vasútvonalak érintik:
- Róma–Lido-vasútvonal

## Kapcsolódó állomások
A vasútállomáshoz az alábbi állomások vannak a legközelebb:
- Stazione di Castel Fusano